# Robert Forster (Schauspieler)

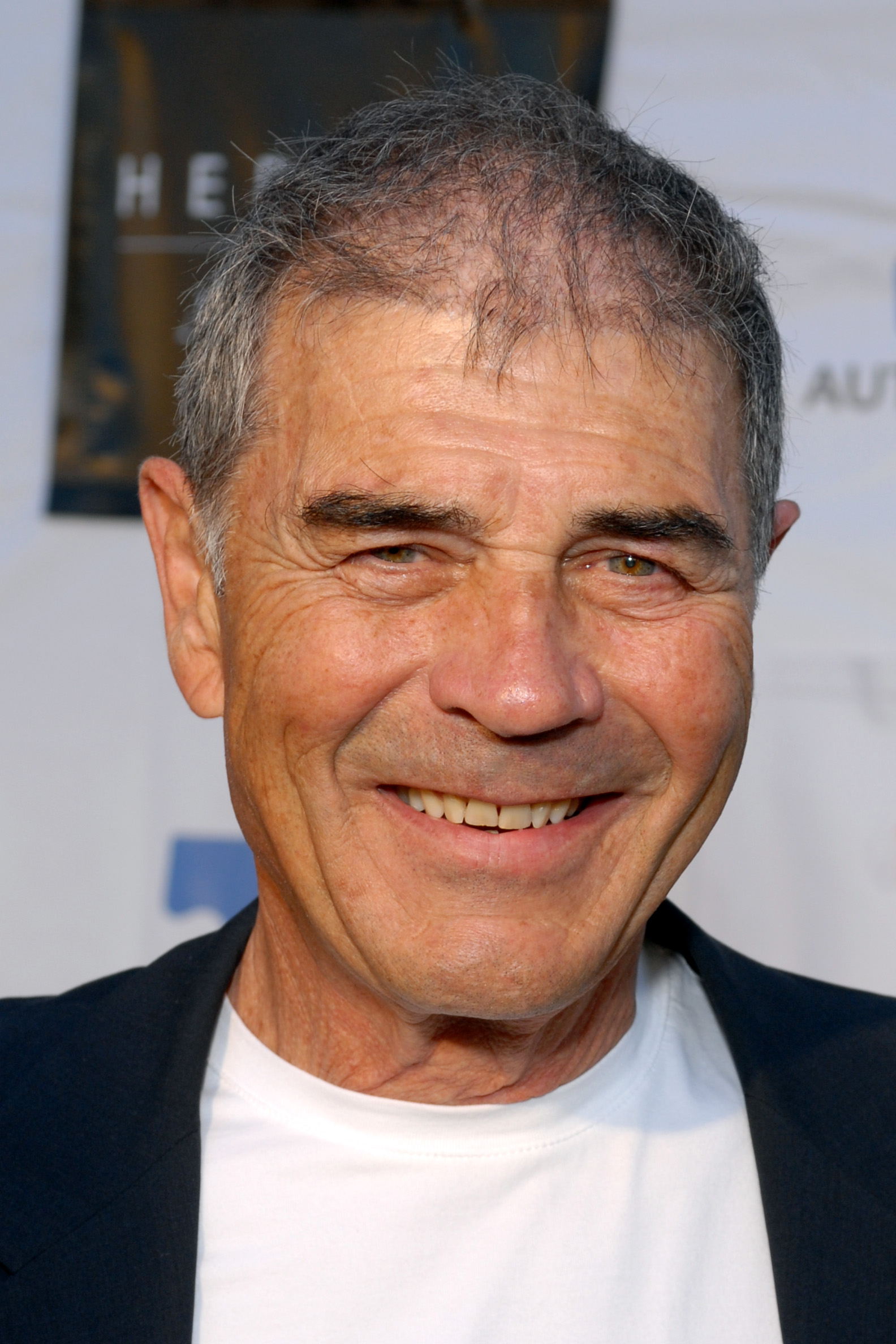
Robert Forster, April 2009

Robert Wallace Forster Jr. (* 13. Juli 1941 in Rochester, New York; † 11. Oktober 2019 in Los Angeles, Kalifornien) war ein US-amerikanischer Filmschauspieler.

## Leben
Robert Forster wurde 1941 als Sohn eines Zirkus-Tiertrainers in Rochester, New York, geboren. Er begann ein Studium an der University of Rochester und wollte ursprünglich Anwalt werden. Beim Studium lernte er seine erste Frau June Provenzano kennen.
Nach dem Abschluss seines Studiums war Forster 1964 am Broadway im Stück Mrs. Dally zu sehen. Er gab sein Filmdebüt 1967 in John Hustons Spiegelbild im goldenen Auge und machte danach in einigen Kinofilmen auf sich aufmerksam, insbesondere durch seine Rolle in Medium Cool (1969). In den 1970er Jahren wurde Forster in den titelgebenden Hauptrollen der Fernsehserien Banyon und Nakia besetzt. In Kinoproduktionen übernahm er zunehmend nur noch Nebenrollen. Zwei Hauptrollen in den kommerziell erfolgreichen Filmen Das schwarze Loch (1979) und Alligator (1980) machten Robert Forster zwar international bekannt, limitierten jedoch seine zukünftigen Rollenangebote. So wurde er in der Folge vor allem für B-Movie-Produktionen ähnlicher Genres verpflichtet und geriet beim breiten Filmpublikum vor allem ab den späten 1980er Jahren überwiegend in Vergessenheit. Forster selbst bezeichnete seine Karriere zu diesem Zeitpunkt als „tot“.
Quentin Tarantino besetzte Forster in Jackie Brown (1997), der auf dem Roman Rum Punch von Elmore Leonard basierte. Für die Darstellung des Kautionsagenten Max Cherry erhielt er eine Oscar-Nominierung als bester Nebendarsteller, was einen Karriereschub zur Folge hatte. Für diese Rolle wurde er auch vom Kansas City Film Critics Circle als Bester Nebendarsteller ausgezeichnet. In diesem Film ist er an der Seite von Pam Grier zu sehen, die sich ebenfalls einen Ruf als B-Movie-Schauspielerin erworben hatte.
Forster wirkte in Folge bei zwei Neuverfilmungen von Hitchcock-Klassikern mit: 1998 spielte er in einem Remake von Das Fenster zum Hof mit dem gleichen Titel einen Detektiv, in Gus Van Sants Psycho-Neuverfilmung aus dem gleichen Jahr die Rolle des Psychiaters. Es folgten Rollen in größeren Hollywoodproduktionen, beispielsweise in David Lynchs Mulholland Drive – Straße der Finsternis, sowie in Mainstream-Werken wie 3 Engel für Charlie – Volle Power und Olympus Has Fallen – Die Welt in Gefahr. Von 2007 bis 2008 war er in einer Hauptrolle in der Fernsehserie Heroes zu sehen. Seine Gastrolle in einer Folge von Breaking Bad im Jahr 2013 brachte ihm 2014 die Auszeichnung mit dem Saturn Award ein. Die gleiche Rolle übernahm er 2019 erneut in El Camino: Ein „Breaking Bad“-Film und dem Prequel Better Call Saul.
Von 1967 bis 2019 war Forster an 185 Film- und Fernsehproduktionen beteiligt. Er war langjähriges Mitglied der Triple Nine Society.
Forster war in erster Ehe von 1966 bis 1975 mit June Provenzano verheiratet. Aus der Beziehung gingen drei Töchter hervor. Auch seine zweite, 1978 geschlossene Ehe mit Zivia Forster endete 1980 durch Scheidung. Robert Forster starb im Oktober 2019 im Alter von 78 Jahren im Kreise seiner Familie an einem Gehirntumor. Er hinterließ seine langjährige Lebensgefährtin, vier Kinder und vier Enkelkinder.

## Filmografie (Auswahl)

### Filme
- 1967: Spiegelbild im goldenen Auge (Reflections in a Golden Eye)
- 1968: Der große Schweiger (The Stalking Moon)
- 1969: Medium Cool
- 1969: Alexandria – Treibhaus der Sünde (Justine)
- 1970: Die Geliebte des Priesters (Pieces of Dreams)
- 1970: Cover Me Babe
- 1972: Journey Through Rosebud
- 1973: Der Don ist tot (The Don Is Dead)
- 1977: Stunts – Das Geschäft mit dem eigenen Leben (Stunts)
- 1978: Avalanche
- 1979: Das schwarze Loch (The Black Hole)
- 1980: Der Horror-Alligator (Alligator)
- 1981: Goliath – Sensation nach 40 Jahren (Goliath Awaits)
- 1983: Streetfighters (Vigilante)
- 1985: Delta Force
- 1985: Hollywood Harry (auch Regie)
- 1988: Committed
- 1988: Escuadrón
- 1989: La bahía esmeralda
- 1989: The Banker
- 1991: American Steel (Diplomatic Immunity)
- 1991: Straße zum Glück (29th Street)
- 1992: Im Schatten eines Mörders (In the Shadow of a Killer)
- 1993: American Yakuza
- 1994: Heiß-Kalter Mord (Point of Seduction: Body Chemistry III)
- 1995: Scanner Cop 2
- 1996: Demolition University
- 1997: American Perfect
- 1997: Jackie Brown
- 1998: Psycho
- 1998: Das Fenster zum Hof (Rear Window)
- 1998: Outside Ozona
- 1999: Rage – Irrsinnige Gewalt (All the Rage)
- 1999: Family Tree
- 2000: Supernova
- 2000: Ich, beide & sie (Me, Myself & Irene)
- 2001: Mulholland Drive – Straße der Finsternis (Mulholland Drive)
- 2001: Human Nature – Die Krone der Schöpfung (Human Nature)
- 2002: Like Mike
- 2002: Mord in Greenwich (Murder in Greenwich)
- 2003: Confidence
- 2003: 3 Engel für Charlie – Volle Power (Charlie’s Angels: Full Throttle)
- 2003: Grand Theft Parsons
- 2005: Jagd auf den BTK-Killer (The Hunt for the BTK Killer)
- 2006: Firewall
- 2006: Lucky Number Slevin
- 2007: Dragon Wars
- 2007: Rise: Blood Hunter
- 2007: Cleaner
- 2008: Jack & Jill gegen den Rest der Welt (Jack and Jill vs. the World)
- 2009: Der Womanizer – Die Nacht der Ex-Freundinnen (Ghosts of Girlfriends Past)
- 2009: Middle Men
- 2009: The Code – Vertraue keinem Dieb (Thick as Thieves)
- 2011: The Descendants – Familie und andere Angelegenheiten (The Descendants)
- 2013: Olympus Has Fallen – Die Welt in Gefahr (Olympus Has Fallen)
- 2014: Automata (Autómata)
- 2015: Survivor
- 2015: Too Late
- 2016: London Has Fallen
- 2017: Small Town Crime
- 2017: Der Fall Jesus (The Case for Christ)
- 2018: Smoking Gun – Nicht jede Frau will gerettet werden (Damsel)
- 2019: El Camino: Ein „Breaking Bad“-Film (El Camino: A Breaking Bad Movie)
- 2020: The Wolf of Snow Hollow

### Serien
- 1971–1973: Los Angeles 1937 (Banyon, 16 Folgen)
- 1974: Nakia, der Indianersheriff (Nakia, 14 Folgen)
- 1985: Magnum (Magnum, p.i., 2 Folgen)
- 2004–2005: Huff – Reif für die Couch (Huff, 4 Folgen)
- 2006: Numbers – Die Logik des Verbrechens (NUMB3RS, Folge 2x16)
- 2007: Desperate Housewives (Folge 4x06)
- 2008: Heroes (9 Folgen)
- 2012: Alcatraz (4 Folgen)
- 2012–2018: Last Man Standing (10 Folgen)
- 2013: Breaking Bad (Folge 5x15)
- 2015: Backstrom (2 Folgen)
- 2017: Twin Peaks (10 Folgen)
- 2020: Better Call Saul (Folge 5x01)
- 2020: Unglaubliche Geschichten (Amazing Stories, Folge 1x03)